# William John Broderip
William John Broderip est un magistrat et un naturaliste britannique, né le 21 novembre 1789 à Bristol et mort le 27 février 1859 à Londres.

## Biographie
Il fait ses études à Oxford et devient membre du barreau en 1817. En 1822, il travaille pour le magistrat de la police métropolitaine (Metropolitan Police Service), il exerce ses fonctions jusqu’en 1856 d’abord à la cour de police de la Tamise puis à celle de Westminster.
Il consacre ses loisirs à l’histoire naturelle et fait paraître de nombreux travaux en zoologie. C’est lui qui signe les articles de zoologie de la Penny Cyclopædia of the Society for the Diffusion of Useful Knowledge ainsi qu’une série d’articles pour le Fraser's Magazine réuni dans un recueil en 1848 suivi en 1852 par Leaves from the Note Book of a Naturalist. Il fait également des articles sur les oiseaux, les reptiles, les crustacés, les cirrigrades, etc.
Il participe à la fondation de la Zoological Society of London en 1826 et possède une très riche collection de coquillages aujourd’hui conservée par le Muséum d'histoire naturelle de Londres. Celle-ci a notamment été utilisée par William Swainson (1789-1855) pour la rédaction d’Exotic Conchology or figures and descriptions of rare, beautiful, or undescribed shells (1821-1822). Broderip est également secrétaire de la Geological Society of London, membre de la Royal Society (1828) et de la Linnean Society of London.